# Кинотавр 2013
24-й Кинотавр проходил с 2 по 9 июня 2013 года.

## Жюри
- Александр Митта, режиссёр — председатель
- Любовь Аркус, режиссёр
- Анатолий Белый, актёр
- Антон Долин, критик
- Сергей Мелкумов, продюсер
- Юрий Потеенко, композитор
- Виктория Толстоганова, актриса

## Официальная программа

### Основной конкурс
- Географ глобус пропил, реж. Александр Велединский
- Диалоги, реж. Ира Волкова
- Жажда, реж. Дмитрий Тюрин
- Иван сын Амира, реж. Максим Панфилов
- Интимные места, реж. Наталья Меркулова и Алексей Чупов
- Майор, реж. Юрий Быков
- Небесные жёны луговых мари, реж. Алексей Федорченко
- Отдать концы, реж. Таисия Игуменцева
- Разносчик, реж. Андрей Стемпковский
- Стыд, реж. Юсуп Разыков
- Труба, реж. Виталий Манский
- В ожидании моря, реж. Бахтиёр Худойназаров

## Награды фестиваля
- Главный приз : Географ глобус пропил, реж. Александр Велединский
- Приз за лучшую режиссуру : Труба, реж. Виталий Манский
- Приз за лучшую женскую роль : Юлия Ауг, Интимные места
- Приз за лучшую мужскую роль : Константин Хабенский, Географ глобус пропил
- Приз за лучшую операторскую работу : Шандор Беркеши, Небесные жёны луговых мари
- Приз им. Г. Горина «За лучший сценарий» : Денис Осокин - Небесные жёны луговых мари
- Приз им. М. Таривердиева «За лучшую музыку к фильму» :  Географ глобус пропил
- Приз конкурса «Кинотавр. Дебют» : Интимные места, реж. Наталья Меркулова и Алексей Чупов